# آندره آ فریگریو
آندریا لوئیزا میچلشتاین، معروف به آندریا فریجریو (زاده ۳۰ اوت 1961 در بوئنوس آیرس) بازیگر، مجری تلویزیون، مدل سابق و نویسنده آرژانتینی است. او کار حرفه ای خود را به عنوان یک مدل آغاز کرد. در سال ۱۹۸۹، او به عنوان مجری تلویزیون شروع به کار کرد.

## گزیده آثار
- دوازده به علاوه یک (۱۹۸۹)
- بیداری کشور (۱۹۹۱)
- رژه روبرتو جوردانو (۱۹۹۴)
- مسابقه ویدیویی (۱۹۹۶)
- تفاوت را زندگی کن (۱۹۹۸)
- این به شما بستگی دارد، به شما بستگی دارد (۲۰۰۱)
- گیژرمو فرانچلا (۲۰۰۱–۲۰۰۲)
- نمایش مار دل پلاتا مودا (۲۰۰۲)
- اونا ایوا و دوس سالامز (۲۰۰۳)
- یک نوع بازی شبیه لوتو با رودولفو رانی (۲۰۰۳)
- پول پول (۲۰۰۴)
- لوس رولدان (۲۰۰۴–۲۰۰۵)
- تاکسی (۲۰۰۵)
- آیا بیشتر از یک پسر کلاس پنجمی می‌شناسید؟ (۲۰۰۷)
- هولا آمریکا (از سال ۲۰۰۷)
- لوس اگزیتوزوس پلز (۲۰۰۹)
- شهروند برجسته (۲۰۱۶)
- شما مرد خواهرتان را آرزو خواهید کرد (۲۰۱۷)
- روخو (۲۰۱۸)
- شاهکار من (۲۰۱۸)
- آخرین باند (۲۰۱۸)
- فقط عشق (۲۰۱۸)
- آرژانتین، سرزمین عشق و انتقام (۲۰۱۹)
- اخاذی (۲۰۲۳)